# Cupola triangolare giroelongata
In geometria solida, la cupola triangolare giroelongata è un poliedro con 20 facce appartenente alla famiglia delle cupole giroelongate, che può essere costruito, come intuibile dal suo nome, "giroallungando" una cupola triangolare attraverso l'aggiunta di un antiprisma esagonale alla sua base.

## Caratteristiche
Come detto, questo solido fa parte della famiglia delle cupole giroelongate e la sua base maggiore, in questo caso un esagono, ha quindi il doppio dei lati della sua base minore, in questo caso un triangolo; nel caso in cui tutte le sue facce siano poligoni regolari, la cupola triangolare giroelongata diventa uno dei 92 solidi di Johnson, in particolare quello indicato come J22, ossia un poliedro strettamente convesso avente come facce dei poligoni regolari ma comunque non appartenente alla famiglia dei poliedri uniformi.

## Formule
Considerando una cupola triangolare giroelongata avente come facce dei poligoni regolari aventi lato di lunghezza {\displaystyle a}, le formule per il calcolo del volume {\displaystyle V} e della superficie {\displaystyle A} risultano essere:
{\displaystyle V={\frac {a^{3}}{3}}{\sqrt {{\frac {61}{2}}+18{\sqrt {3}}+30{\sqrt {1+{\sqrt {3}}}}}}\approx 3,51605\ldots a^{3};}
{\displaystyle A=\left(3+{\frac {11{\sqrt {3}}}{2}}\right)a^{2}\approx 12,5263\ldots a^{2}.}

## Poliedro duale
Il poliedro duale della cupola triangolare giroelongata è un poliedro avente un totale di 15 facce: 6 forma di aquilone, 3 a forma di rombo e 6 a forma di pentagono.
| Poliedro duale | Sviluppo piano del duale |
| -------------- | ------------------------ |
|                |                          |